# Achyra eneanalis
Achyra eneanalis is een vlinder uit de familie van de grasmotten (Crambidae), uit de onderfamilie van de Pyraustinae. De wetenschappelijke naam van deze soort is voor het eerst voorgesteld door William Schaus in een publicatie uit 1923.
De soort komt voor op de Galapagoseilanden (Ecuador).